# Gora Rusanova
Gora Rusanova är ett berg i Antarktis. Det ligger i Östantarktis. Norge gör anspråk på området. Toppen på Gora Rusanova är 1 126 meter över havet.
Terrängen runt Gora Rusanova är platt åt nordost, men åt sydväst är den kuperad.  Trakten är obefolkad. Det finns inga samhällen i närheten.